# أدالبيرت ستينر
أدالبيرت ستينر (بالرومانية: Adalbert Steiner)‏ (24 يناير 1907 – 12 أكتوبر 1994) لاعب كرة قدم روماني راحل كان يجيد اللعب في خط الدفاع .
يطلق عليه ستينر الأول للتفريق بينه وبين أخيه رودوف ستينر الذي يطلق عليه ستينر الثاني . لعب طوال مسيرته الرياضية في نادي تشينيزول تيميشوارا . شارك مع منتخب رومانيا في بطولة كأس العالم 1930 في الأوروغواي حيث لعب مباراة واحدة أمام بيرو .

## وصلات خارجية
- أدالبيرت ستينر على موقع الاتحاد الدولي (مؤرشف)  (الإنجليزية)
- أدالبيرت ستينر على موقع قاعدة بيانات كرة القدم.إي يو (الإنجليزية)
- أدالبيرت ستينر على موقع ناشيونال فوتبول تيمز (الإنجليزية)
- أدالبيرت ستينر على موقع Soccerway.com (الإنجليزية)
- أدالبيرت ستينر على موقع عالم كرة القدم.نت (الإنجليزية)
- السيرة الذاتية[وصلة مكسورة]